# Саповнела (Терджола)
ФК «Саповнела» Терджола (груз. საფეხბურთო კლუბი საპოვნელა თერჯოლა) — грузинський футбольний клуб з міста Терджола, заснований у 1990 році. Виступає в Лізі Пірвелі. Домашні матчі приймає на однойменному стадіоні , потужністю 12 000 глядачів.